# Raport Gersteina

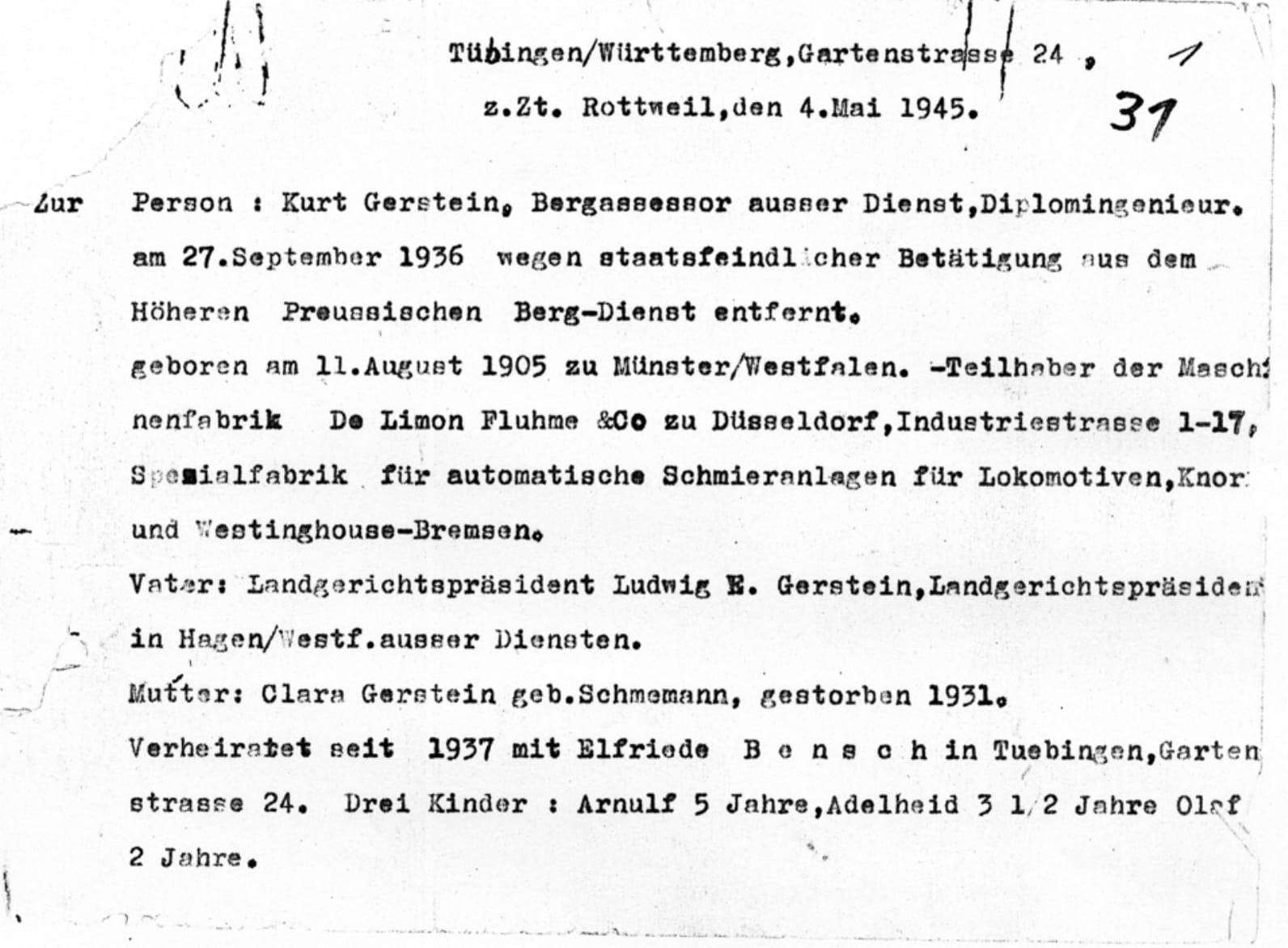
Pierwsza strona Raportu Gersteina,
wersja niemieckojęzyczna z 4 maja 1945

Raport Gersteina – stworzony przez Kurta Gersteina, oficera Waffen-SS, w 1945 roku. W raporcie Gerstein zawarł, prócz swego życiorysu, także szczegółową relację z wizytacji obozów zagłady w Bełżcu i Treblince, gdzie był świadkiem mordowania Żydów w komorach gazowych. Wspomniał także o akcjach eutanazji osób starych i chorych psychicznie.

## Charakterystyka raportu
Raport powstał w kwietniu 1945 roku w Hotelu Mohren w Rottweil w Badenii-Wirtembergii, gdzie Gerstein był przetrzymywany przez Francuzów jako jeniec wojenny. Gerstein przygotował jedną odręczną francuskojęzyczną wersję raportu (26 kwietnia 1945) oraz dwie wersje po niemiecku, przygotowane na maszynie do pisania 4 i 6 maja 1945.
W raporcie zawarł życiorys, opis przebiegu wizytacji obozów w Bełżcu, Treblince i Majdanku, oraz opis prób poinformowania krajów neutralnych i aliantów o Holocauście. Większość doniesień Gersteina uznano wówczas za nieprawdopodobne lub za prowokację ze strony SS. Raport stał się jednym z kluczowych dowodów Holocaustu. Obok wspomnień Rudolfa Hößa, raport Gersteina jest najdokładniejszą relacją z mordów dokonanych w hitlerowskich obozach zagłady. 
Raportów użyto również jako dowodu w procesach norymberskich. Pomogły w skazaniu szefa Instytutu Zdrowia Waffen-SS, dr Joachima Mrugowskiego, były wykorzystywane w procesie IG Farben, w procesach załogi Bełżca i w procesie Adolfa Eichmanna.